# Bürserberg

Panorama des Skigebiets Tschengla auf dem Bürserberg

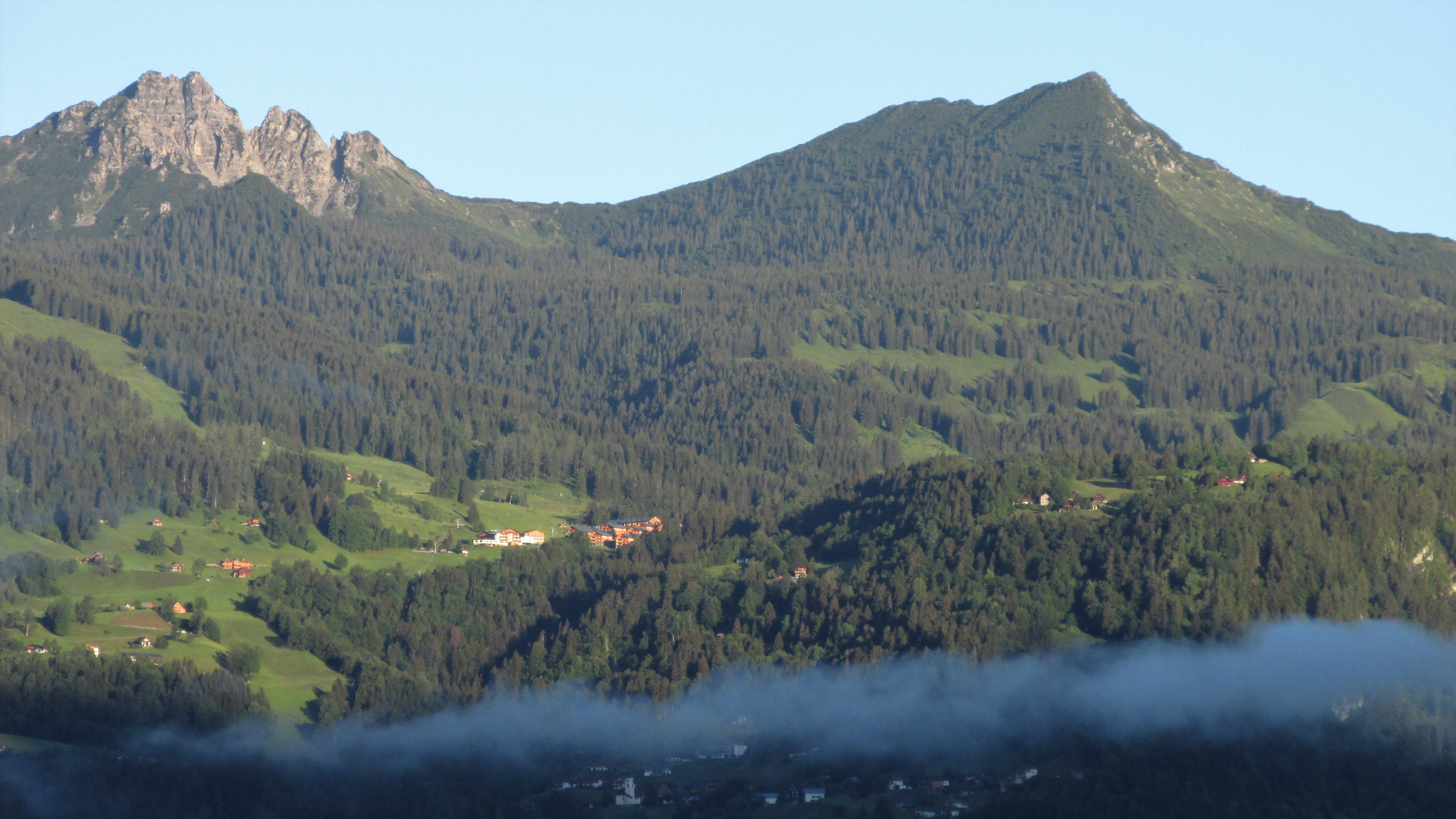
Das Kirchdorf Bürserberg (Matin) liegt noch im Schatten, die Tschengla bereits in der Sonne. Darüber Schillerkopf (links) und Mondspitze.

Bürserberg ist eine Gemeinde in Österreich in Vorarlberg im Bezirk Bludenz mit 585 Einwohnern (Stand 1. Jänner 2024).

## Geografie
Die Berggemeinde Bürserberg liegt im westlichsten Bundesland Österreichs, Vorarlberg, im Bezirk Bludenz auf 871 Metern Höhe. Sie befindet sich am Eingang des Brandnertales – rund 5 km von Bludenz entfernt und ist eine in mehreren Terrassen gegliederte Hangsiedlung.
Bürserberg hat eine Fläche von 13,73 Quadratkilometer. Davon sind 56 Prozent bewaldet, 16 Prozent sind landwirtschaftliche Nutzfläche und 19 Prozent Alpen bzw. Bergweiden.
Bekannt ist das Schesatobel, einer der größten Murbrüche Europas.

### Gemeindegliederung
Es existieren keine weiteren Katastralgemeinden in Bürserberg.

### Nachbargemeinden
|         | Nüziders                                    |      |
| Nenzing | Kompassrose, die auf Nachbargemeinden zeigt | Bürs |
|         | Brand                                       |      |

## Geschichte
Im Jahre 1347 erfolgte die Verleihung des Tales „Vallavier“ an zwölf Walserfamilien. Vermutlich haben sich zur selben Zeit auch Walser im oberen Bereich von Bürserberg niedergelassen. Im Jahre 1730 erfolgte die Einweihung der Pfarrkirche zum hl. Josef.
Von 1805 bis 1814 gehörte der Ort zu Bayern, dann wieder zu Österreich. Ab 1830 wurde eine erste Straße unter Alois Negrelli erbaut. Zum österreichischen Bundesland Vorarlberg gehört Bürserberg seit der Gründung des Vorarlberger Landtages 1861.
Der Ort war von 1945 bis 1955 Teil der französischen Besatzungszone in der nach dem Zweiten Weltkrieg wiederhergestellten Republik Österreich.

### Bevölkerungsentwicklung
Der Ausländeranteil lag Ende 2002 bei 9,3 Prozent.
Von 1981 bis 1991 waren sowohl Geburtenbilanz als auch Wanderungsbilanz positiv. In den Jahren bis 2011 nahm die Abwanderung zu, und die Geburtenrate ging zurück.

## Kultur und Sehenswürdigkeiten

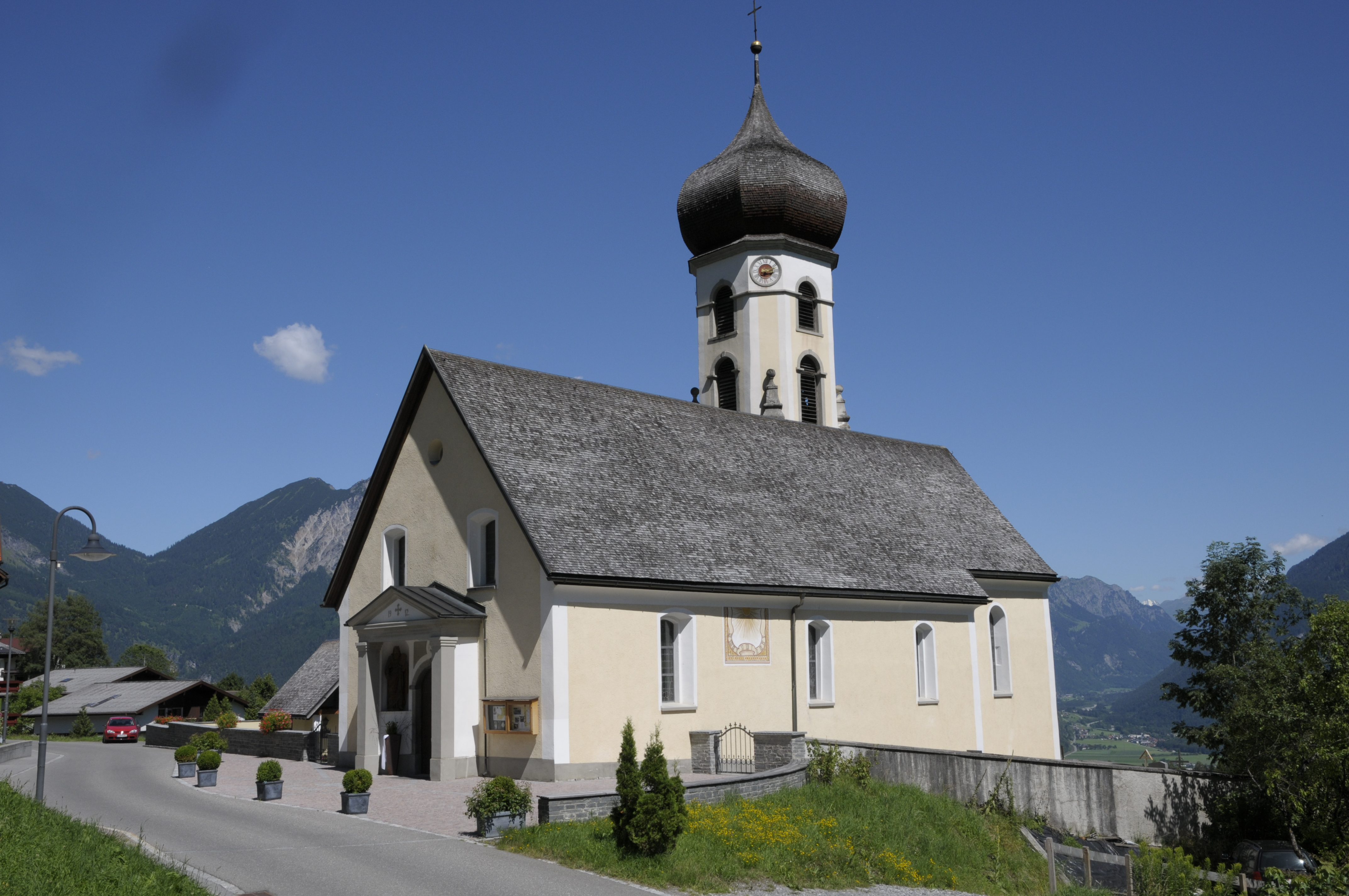
Pfarrkirche Bürserberg

- Katholische Pfarrkirche Bürserberg hl. Josef
- Europaschutzgebiet Spirkenwälder Brandnertal

### Steinkreise
Im Ortsteil Tschengla liegen die Steinkreise am Bürserberg. Touristisch werden diese als „Kultplätze unserer Vorvorfahren“ vermarktet, als Ort, an dem „Menschen Kraft tanken und Heilprozesse in Gang setzen“ konnten. Wissenschaftlich wird die Authentizität jedoch angezweifelt.

## Wirtschaft und Infrastruktur
Am Ort gab es 2003 11 Betriebe der gewerblichen Wirtschaft mit 144 Beschäftigten und 3 Lehrlingen. Lohnsteuerpflichtige Erwerbstätige gab es 265.
Tourismus und Fremdenverkehr spielen eine wichtige Rolle für die Gemeinde. Seit den 1960er-Jahren ist der Ortsteil „Tschengla“ durch mehrere Skilifte erschlossen. Die Anzahl der Übernachtungen stieg von 120.000 im Jahr 2010 auf 170.000 im Jahr 2019. Im darauffolgenden Jahr sank diese Zahl vermutlich wegen der COVID-19-Pandemie auf 120.000. Die Gäste verteilen sich auf eine kurze Winter- und eine längere Sommersaison.

### Verkehr
Bürserberg ist rund fünf Kilometer vom Bahnhof Bludenz und der Rheintal/Walgau Autobahn A14 entfernt. Bürserberg wird mit der Buslinie 580 bedient.

### Bildung
In Bürserberg gibt es einen Kindergarten mit (Stand: 2020/21) 31 Kindern.

## Politik

### Gemeindevertretung
In Vorarlberg wählen die Bürger alle fünf Jahre die Mitglieder der Gemeindevertretung durch Ankreuzen eines Listen-Wahlvorschlages bzw. durch Mehrheitswahl wenn kein Listenvorschlag vorliegt. Weiters den Bürgermeister durch Ankreuzen eines Wahlvorschlages.
Die Gemeindevertretung wählt in der konstituierenden Sitzung aus ihrer Mitte – sofern keine Wahl durch die Bürger zustande kam – gemäß § 61 Gemeindegesetz einen Bürgermeister und dann einen mindestens dreiköpfigen Gemeindevorstand. Die Zahl dieser „Gemeinderäte“ darf aber gemäß § 55 den vierten Teil der Zahl der Gemeindevertreter nicht übersteigen.
Der Bürgermeister führt den Vorsitz bei den generell öffentlichen Sitzungen der Gemeindevertretung, in denen kommunale Belange besprochen und Beschlüsse gefasst werden. Beobachter haben kein Mitspracherecht und kein Stimmrecht. Die Gemeindevertretung kann nach Bedarf Ausschüsse bestellen. Sitzungen des Gemeindevorstandes und der Ausschüsse sind nicht öffentlich.

#### Sitzverteilung nach den Wahlen
- Gemeindevertretungswahlen 1985: Allgem. Bürgerliste 5, Unabh. Ortsliste 4.[13]
- Gemeindevertretungswahlen 1990: Allgem. Bürgerliste 9.[14]
- Gemeindevertretungswahlen 1995: Allgem. Bürgerliste Bürserberg 8, Unabhäng. Ortsliste Bürserberg 4.[15]
- Mangels wählbarer Listen erfolgten die Gemeindevertretungswahlen 2000, 2005, 2010, 2015, 2020 und 2025 per Mehrheitswahl.[16][17][18][19][20][21]

### Bürgermeister
- 1945–1948 Andreas Schwald[22]
- 1948–1950 Emil Schwald[22]
- 1950–1951 Alfons Morscher[22]
- 1951–1970 Emil Schwald[22]
- 1970–1980 Karl Hartmann[22]
- 1980–1995 Rudi Morscher[22]
- 1995–2005 Karl Fritsche[22]
- seit 2005 Fridolin Plaickner[22]

### Wappen
Das Gemeinde-Wappen entstand im Jahre 1969 nach einem Entwurf des Schrunser Künstlers und Heraldikers Konrad Honold.
Blasonierung: In Blau ein silberner Steinbockkopf über einem schwarzen Dreiberg.

### Gemeindepartnerschaften
- Seit 1980 besteht eine Gemeindepartnerschaft mit Durbach, Ortenaukreis, Baden-Württemberg, Deutschland.[2]

## Persönlichkeiten

### Söhne und Töchter der Gemeinde
- Bernhard Neyer (1870–1944), Politiker (CSP) und Lehrer